# Georgi Velinov
Georgi Velinov (Ruse, 5 ottobre 1957) è un ex calciatore bulgaro, di ruolo portiere.

## Carriera
Fu calciatore bulgaro dell'anno nel 1981.